# Cathédrale Saint-Woolo de Newport
La cathédrale Saint-Woolo  est une cathédrale de l'Église au pays de Galles dans la ville de Newport au Pays de Galles. Elle est le siège de l'évêché et du diocèse de Monmouth. 
Le nom de Saint-Woolo est un dérivé du nom de Gwynllyw, saint gallois du Ve siècle et mari de sainte Gladys. 

## Source
- (en) Cet article est partiellement ou en totalité issu de l’article de Wikipédia en anglais intitulé « Newport Cathedral » (voir la liste des auteurs).